# Cục Môi trường (Việt Nam)
Cục Môi trường (tiếng Anh: Vietnam Environment Administration, viết tắt là VEA)  là cơ quan trực thuộc Bộ Nông nghiệp và Môi trường Việt Nam, thực hiện chức năng tham mưu, giúp Bộ trưởng Bộ Nông nghiệp và Môi trường quản lý nhà nước và tổ chức thực thi pháp luật về bảo vệ môi trường trên phạm vi cả nước; quản lý và tổ chức thực hiện các hoạt động dịch vụ công thuộc phạm vi quản lý nhà nước của Cục theo quy định của pháp luật.

## Lịch sử
Tổng cục Môi trường thành lập ngày 30 tháng 9 năm 2008, theo Quyết định số 132/2008/QĐ-TTg của Thủ tướng Chính phủ. Năm 2023, Tổng cục Môi trường bị giải thể và được tách ra, thành lập 3 đơn vị gồm Vụ Môi trường, Cục Bảo tồn thiên nhiên và Đa dạng sinh học, Cục Kiểm soát ô nhiễm môi trường. Ngày 1 tháng 3 năm 2025, trong đợt Cải cách thể chế Việt Nam 2024–2025, Cục Môi trường được tái lập trên cơ sở sáp nhập Vụ Môi trường và Cục Kiểm soát ô nhiễm môi trường, ông Hoàng Văn Thức giữ chức Cục trưởng.

## Cơ cấu tổ chức
Cục Môi trường gồm 6 phòng chuyên môn, nghiệp vụ gồm Văn phòng, Phòng Kế hoạch - Tài chính, Phòng Chính sách - Pháp chế, Phòng Quy hoạch và đánh giá môi trường, Phòng Quản lý chất thải, Phòng Quản lý chất lượng môi trường. Có 3 chi cục gồm Chi cục Bảo vệ môi trường miền Bắc, Chi cục Bảo vệ môi trường miền Trung và Tây Nguyên, Chi cục Bảo vệ môi trường miền Nam. Có 3 đơn vị sự nghiệp gồm Trung tâm Quan trắc môi trường miền Bắc, Trung tâm Quan trắc môi trường miền Trung và Tây Nguyên, Trung tâm Quan trắc môi trường miền Nam.